# Tangelo
Tangelo, tangerynka (Citrus × tangelo J. Ingram & H. Moore) – mieszaniec mandarynki (Citrus reticulata) i grejpfruta (Citrus paradisi). Może być uprawiane tylko w rejonach o ciepłym klimacie (strefy 9-11).

## Morfologia
Zimozielone drzewo o wysokości 6–9 m i koronie szerokości do 3 m. 

## Zastosowanie
Roślina owocowa. Owoce są jadalne, nadają się także na przetwory. Są bardzo soczyste, słodkie i dość ostre w smaku.

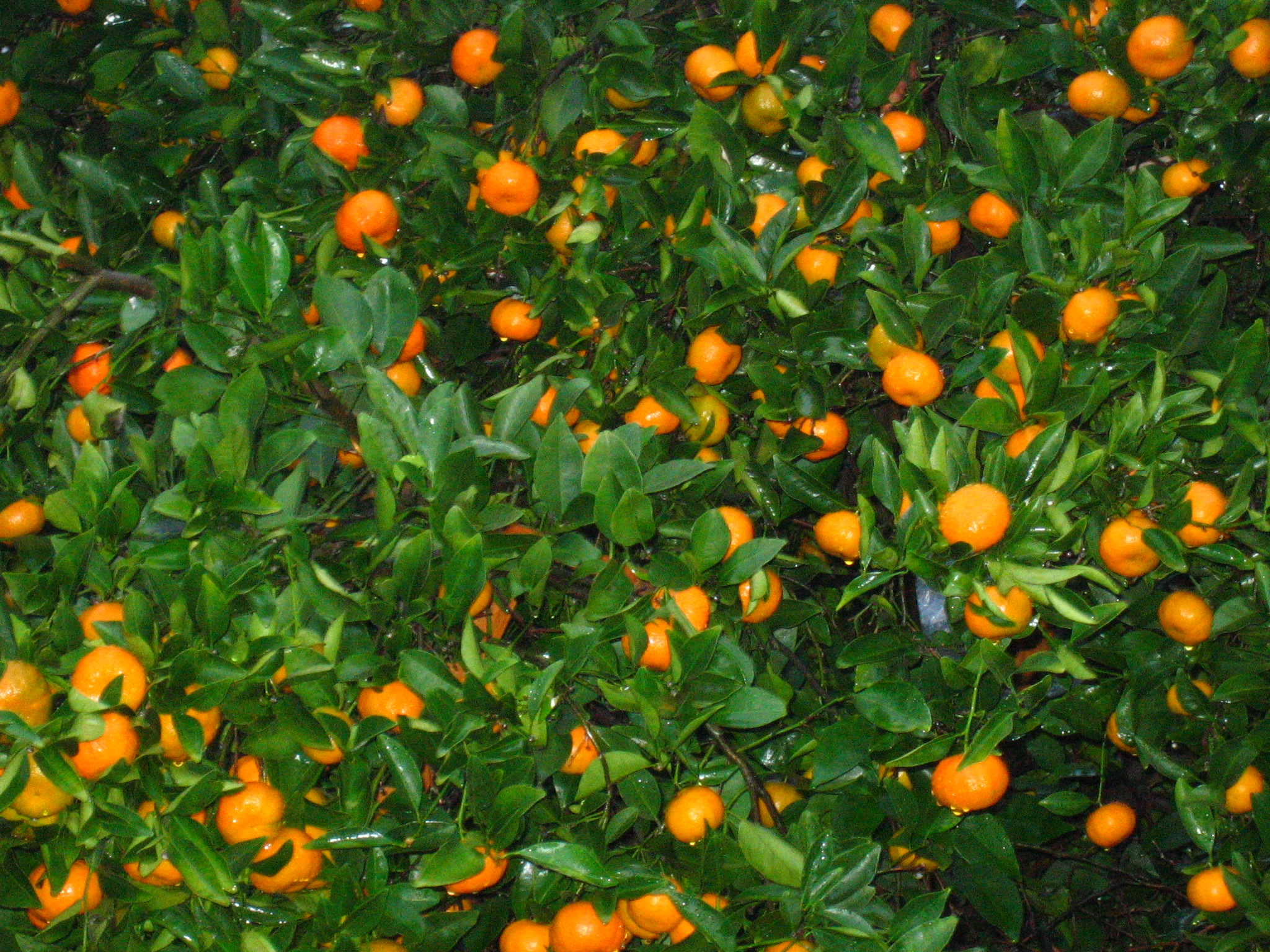
Owocujące drzewo